# Sipbachzell
Sipbachzell – gmina w Austrii, w kraju związkowym Górna Austria, w powiecie Wels-Land. Liczy 1920 mieszkańców (1 stycznia 2015).